# Aubigny-lès-Sombernon
Aubigny-lès-Sombernon is een gemeente in het Franse departement Côte-d'Or (regio Bourgogne-Franche-Comté) en telt 120 inwoners (1999). De plaats maakt deel uit van het arrondissement Dijon.

## Geografie
De oppervlakte van Aubigny-lès-Sombernon bedraagt 7,9 km², de bevolkingsdichtheid is 15,2 inwoners per km².
De onderstaande kaart toont de ligging van Aubigny-lès-Sombernon met de belangrijkste infrastructuur en aangrenzende gemeenten.

## Demografie
Onderstaande figuur toont het verloop van het inwonertal (bron: INSEE-tellingen).